# Bourgueil

## Bourgueil
Bourgueil é uma comuna francesa na região administrativa do Centro, no departamento Indre-et-Loire. Estende-se por uma área de 33,07 km². Em 2010 a comuna tinha 3 983 habitantes (densidade: 120,4 hab./km²).